# Das Leben der Anderen
Das Leben der Anderen (em inglês, The Lives of Others Brasil: A Vida dos Outros / Portugal: As Vidas dos Outros) é um filme alemão lançado em 2006 escrito e dirigido por Florian Henckel von Donnersmarck e premiado com o Oscar de melhor filme estrangeiro. No Brasil, a Europa Filmes anunciou o lançamento do filme em blu-ray na Versátil Home Vídeo para 2021.

## Sinopse
O filme narra a história de um agente da Stasi, a polícia política da República Democrática Alemã (Alemanha Oriental) chamado Gerd Wiesler (interpretado por Ulrich Mühe, falecido em 2007) que se envolve num serviço de escutas clandestinas do apartamento de um casal da cena cultural de Berlim Oriental, o escritor Georg Dreyman (Sebastian Koch) e a atriz Christa-Maria Sieland (Martina Gedeck). Mais tarde, ele se vê envolvido na vida do casal e tem um papel decisivo em seus destinos.

## Lançamento
O filme foi lançado na Alemanha em 23 de março de 2006. Na mesma época, seu roteiro foi publicado pela editora Suhrkamp Verlag. Henckel von Donnersmarck e Ulrich Mühe foram processados por calúnia por uma entrevista na qual Mühe declarou que sua ex-esposa passou informações contra ele à Stasi nos seis anos em que foram casados. No material publicitário do filme, Henckel von Donnersmarck diz que a ex-esposa de Mühe negou as acusações, apesar de existirem 254 páginas de documentos oficiais da antiga Alemanha Oriental detalhando as espionagens dela. O filme teve êxito na Alemanha, apesar de uma relutância generalizada no país, principalmente nos filmes, de confrontar a natureza totalitária da antiga Alemanha Oriental.

## Recepção
No agregador de críticas Rotten Tomatoes, o filme tem uma taxa de aprovação de 92% com base em 162 opiniões. No Metacritic, o filme tem uma pontuação média de 89 em 100, com base em 32 críticos, indicando "aclamação universal".

## Prêmios
Com A Vida dos Outros, Henckel von Donnersmarck tornou-se o terceiro cineasta alemão a receber o Oscar de melhor filme estrangeiro. Também foi indicado ao Globo de Ouro de melhor filme em língua estrangeira. O custo de produção de A Vida dos Outros foi de apenas dois milhões de dólares, mas seu lucro mundial foi de mais de 77 milhões. Antes de sua morte, Sydney Pollack estava considerando fazer um remake estadunidense do filme. Em 2009, a revista estadunidense National Review nomeou A Vida dos Outros o melhor filme dos últimos 25 anos.